# 擬三列真蘚
擬三列真蘚（学名：Bryum pseudotriquetrum）为真蘚科真蘚屬下的一个种。